# Мария Русалиева
Мария Владимирова Русалиева е българска театрална, филмова и озвучаваща актриса.

## Детство
Родена е на 21 юли 1928 г. Нейни родители са Елена Русалиева и българският поет Владимир Русалиев.

## Актьорска кариера
За кратко следва философия, но прекъсва в трети курс. През 1951 г. богатите гласови данни на Русалиева стават причина да започне работа като озвучител в Радио София.
Завършва актьорско майсторство във ВИТИЗ през 1953 г. в класа на Филип Филипов и веднага постъпва в трупата на Театъра на българската армия, дебютира в грузинската пиеса „Лудетината“. В ТБА Русалиева играе до 1990 г., когато се пенсионира.
Снима се и в редица филми, измежду които „Димитровградци“ (1956), „Любимец 13“ (1958), „Рицар без броня“ (1966), първата българска сапунена опера „Семейство Калинкови“ (1966), „Мадам Бовари от Сливен“ (1991) и „La Donna E Mobile“ (1993).
Активно озвучава филми и сериали за БНТ, наричана „Българска телевизия“ допреди 1989 г. Русалиева дублира Маджи и Императрица Мария съответно в нахсинхронните дублажи на анимационните филми „Фърнгъли: Последната екваториална гора“ и „Принцеса Анастасия“.
През 2004 г. получава номинация за наградата „Икар“ в категория „най-добър дублаж“ за дублажа на цикъла „Шекспирови пиеси“, заедно с Венета Зюмбюлева за „Ало, ало!“ и „Отдаденост“, и Силвия Лулчева за „Сексът и градът“ и „Женени с деца“. Печели Силвия Лулчева. Тя е първият носител на наградата Дубларт за цялостен принос като озвучаващ артист.

Нейните отпечатъци могат да бъдат видени на Стената на славата пред Театър 199. 
Мария Русалиева умира на 87 години на 5 август 2015 г.

## Личен живот
Тя има 4 брака и 4 развода. През 1957 г. се жени за кинооператора Димо Коларов. Бракът им трае 28 дни. Години по-късно Русалиева разкрива, че Коларов сключва брак с нея, за да прикрие публично хомосексуалната си ориентация.
Вторият ѝ съпруг е радиоговорителят от БНР Александър Александров. Заедно имат една дъщеря, Елена Русалиева, която е актриса в Столичен куклен театър и в дублажа. Имат и един внук – Мартин.
По-късно Мария Русалиева се жени за Габриел Марков. Последният ѝ съпруг е Георги, осветител в театъра, с когото се развежда през 1978 г.
Едно от хобитата ѝ е нумерологията. В едно интервю Русалиева споделя, че „нейното число я обрича на нещастен брак“.

## Театрални роли
- „Лудетината“
- „Вишнева градина“

## Телевизионен театър
- „Големанов“ (по Ст. Л. Костов, сц. и реж. Иван Ничев, 1995) – баба Гицка
- „Зет англичанин“ (1987) (Георги Белев) и (Паруш Парушев) – баба Марийка
- „Затворникът от Второ авеню“ (1986) (Нийл Саймън)
- „Мерцедес за продан“ (1986) (Венцислав Кулев) – майката
- „Точна диагноза“ (1985) (М Чернев)
- „Стихийно бедствие“ (1985) (Константинов и Рацер)
- „Покана от Париж“ (1982)
- „Осем жени“ (1980) (Роберт Тома)
- „Златното покритие“ (1979) (Драгомир Асенов)

## Звукороли и звукозаписи
- „Да послушаме и се посмеем“ (1987) (Учтехпром)

## Награди и отличия
- Заслужил артист.
- Номинация за „Икар“ в категория „Златен глас“ за изпълнението ѝ в цикъла „Шекспирови пиеси“ на ВВС, излъчвани и повтаряни през годините, 2004.
- Награда „Дубларт“ за „цялостен принос“, 2007.

## Филмография
| Година | Филми и Сериали                  | Серии | Роля                                                                                     |
| ------ | -------------------------------- | ----- | ---------------------------------------------------------------------------------------- |
| 2007   | Кратка история                   |       | бабата                                                                                   |
| 2007   | Приказки на щурчето              | 3     | баба Божилица (в серията: „Силян щърка“ – 2007)                                          |
| 2006   | Неочакван обрат                  | 14    | Радка (в 10-а серия)                                                                     |
| 2000   | Мили бате... Писма на един дакел | 10    | баба Мария                                                                               |
| 1999   | Клиника на третия етаж           | 35    | съседката леля Минерва Зюмбюлска (в 10 серии: I, II, III, IV, VI, VIII, IX, X, XI, XVII) |
| 1993   | La Donna E Mobile                |       | жената с детето                                                                          |
| 1991   | Мадам Бовари от Сливен           |       | майката на Емилия                                                                        |
| 1966   | Семейство Калинкови              | 12    | Севда / администраторка на хотел                                                         |
| 1966   | Рицар без броня                  |       | Емилия, майката                                                                          |
| 1960   | Стубленските липи                |       | Нешка                                                                                    |
| 1958   | Любимец №13                      |       | певица в ресторанта                                                                      |
| 1956   | Димитровградци                   |       | Невена                                                                                   |
| 1951   | Утро над родината                |       | Ангелина                                                                                 |

Документални филми
- „Животите на Мария Русалиева“ (2015, Умно село)